# 1D
1D oder 1-D ist eine verbreitete Abkürzung für eindimensional als Angabe einer mathematischen oder geometrischen Dimension.
Sie bedeutet, dass jeder Punkt eines 1D-Objekts für seine Position nur eine Zahlenangabe (Koordinate) benötigt.
Im Regelfall haben 1D-Objekte eine linienförmige Struktur (zum Beispiel eine Zahlengerade oder eine Grauskala), oder sie können durch eine Länge eine andere skalare Größe repräsentieren. Eindimensional sind ferner Skalen (zum Beispiel geradlinig beim Flüssigkeitsthermometer oder kreisförmig bei vielen Zeigermessgeräten).
Im Gegensatz dazu stellt ein 2D-Objekt zum Beispiel eine Fläche dar, bei der jeder Punkt zwei Zahlenangaben für seine Position benötigt, zum Beispiel (x, y) auf einem Lageplan. Ein 3D-Objekt stellt meist einen Körper dar, dessen Punkte erst durch drei Koordinaten (z. B. x, y, z) festliegen.
Vielfach wird die Zeit als eigene, herausgehobene Dimension angesehen. Dies kann aber irreführend sein, weil die Zeitachse fast immer mit zwei oder drei räumlichen Dimensionen gekoppelt ist und daher zum Beispiel 3D-Objekte zu 4D-Objekten macht.
Als eindimensional sind „gestreckte Linien“ anzusehen, die mit ihrer Achse weitgehend oder ganz zusammenfallen. Auch eine geodätische Linie auf einer Fläche hat 1-D-Charakter. Doch müssen nicht alle linienförmigen Strukturen eindimensional sein. Beispiele sind
- eine Bandstruktur, auf der neben dem „Laufmaß“ (Länge) auch die Angabe einer Breite notwendig ist,
- eine Flächenkurve, deren seitliche Ausweichung durch Angabe einer Krümmung o. Ä. definiert werden muss.